# Décahydrure de lanthane
Le décahydrure de lanthane est un composé du lanthane et de l'hydrogène, de formule LaH10. C'est un supraconducteur à haute température, mais il n'est stable qu'à très haute pression.
L'existence et les propriétés de ce composé ont d'abord été prédites par le calcul. Il a ensuite été produit par réaction directe du lanthane et de l'hydrogène en 2015, puis plus efficacement par chauffage au laser d'un mélange de lanthane et de borazane BH3NH3 en 2018,.
Une température critique de supraconductivité Tc de 7 °C a été suspectée sous 200 GPa, puis Tc = −13,5 °C a été mesuré de façon plus fiable sous 188 GPa.
Des cristaux de structure cubique ont été synthétisés à 100 °C, et des cristaux de structure hexagonale à température ambiante. Dans la forme cubique, chaque atome de lanthane est entouré par 32 atomes d'hydrogène aux sommets d'un cube tronqué (un polyèdre à 18 faces).